# Société française d'anesthésie et de réanimation
 (octobre 2017).
Si vous disposez d'ouvrages ou d'articles de référence ou si vous connaissez des sites web de qualité traitant du thème abordé ici, merci de compléter l'article en donnant les références utiles à sa vérifiabilité et en les liant à la section « Notes et références ».
La Société Française d'Anesthésie et de Réanimation (SFAR) est une société savante reconnue d'utilité publique, régie par la loi de 1901, créée en 1982 par la fusion de la SFAAR (Société française d'anesthésie d'analgésie et de réanimation) et de l'AAF (Association des anesthésistes français). Elle contribue à l’étude, l’avancement et l’enseignement de l’anesthésie et de la réanimation. À ces objectifs statutaires, la SFAR a ajouté en 1988 la sécurité de tous les gestes effectués par les anesthésistes réanimateurs.[réf. nécessaire]